# Кућа Лазе Лазаревића
Кућа Лазе Лазаревића налази се у Хиландарској улици број 7, у градској општини Стари град у Београду. У објекту је живео књижевник Лаза К. Лазаревић од августа 1887. године до децембра 1890. године, односно по новом грегоријанском календару до јануара 1891. Кућа је споменик културе, под заштитом закона, о чему сведочи и месингана плоча на фасади куће. Такође, на кући се налази и обележје у виду мермерне спомен-плоче коју је поводом стогодишњице рођења  Лазе Лазаревића поставило Српско лекарско друштво 13. маја 1951. године. На зиду код улазних врата куће налазе се још две табле, које говоре да су тренутно у овој кући смештене две установе: Дечје одељење Библиотеке града Београда „Чика Јова Змај” и Ученички културни центар Дома ученика средњих школа Београд.

## Историјат
Кућа у Хиландарској бр. 7  постојала је 1878. године.  Спомиње се у „Српским новинама” од 2. септембра 1881. године у огласу који је дала њена власница Софија Л. Ивановић, којим је желела да изда кућу и башту засађену разним воћем. У писму које је послао свом пријатељу Ватрославу Јагићу, Лаза Лазаревић каже: Ја сам све моје планове растурио и у један једини скупио, а то је, ако да Бог, да купим кућу.” Ову своју намеру убрзо је остварио, кућу је купио 1887. године.  Преправка куће и уређење баште поверена је предузимачу Андреји Јанковићу.  Намештај и тепихе Лаза Лазаревић је  брижљиво бирао и лично набављао у Бечу. Лаза К. Лазаревић користио је кућу за становање и обављање приватне праксе.
После смрти Лаза Лазаревића, његова супруга, Полексија Лазаревић је још неко време користила кућу, а онда је издала Општини за смештај канцеларија палилулског кварта (1896—1912). У међувремену кућа је продата Палилулској штедионици, која је у ову зграду уселила своје канцеларије. Потом, зграда је више пута мењала власнике и намену. Познато је још да је кућу користио Друштвени дом „Драги Миловановић” и Заједница за организацију и коришћење одмора „Стари град".
Предлог Завода за заштиту споменика културе града Београда је да се меморијални карактер зграде истакне на тај начин што би се ту сместила нека библиотека или легати српских књижевника.  Дечје одељење Библиотеке града Београда пресељава се у Спомен кућу Лазе Лазаревића 2001. године.
Кућа је у лошем стању. Од 2022. питање својине над објектом био је повод предмета пред Управним судом у Београду у поступку између институција града Београда и правних наследника браће Сотировић.

## Опис куће
Изглед куће и распоред просторија није се мењао, у односу на време када је славни писац у њој живео. У предсобље се улази преко малог степеништа, до којег се долази кроз капију за пешаке. Ово предсобље могло је да служи као чекаоница, а соба која је са њим повезана, као ординација. Кућа има три собе окренуте према улици и једну салу окренуту према дворишту.  У средини куће је трпезарија. Лево од трпезарије је мали ходник, који води у тоалет и у просторију са степеништем за таван. Десно од трпезарије је просторија која је могла да буде кухиња, а мала просторија до ње – остава. Једна врата воде из трпезарије на терасу, која је степеницама повезана са двориштем. Кућа поред приземља садржи спрат, у виду поткровног простора и подрум, те је укупна површина објекта око 500 метара квадратних.
 Двориште куће, има два улаза – лево од куће је капија за пешаке, а десно велика капија. Велика капија је, некада, водила у башту и дворише, који су се протезали све до данашње Улице деспота Стефана Лазаревића. Поред редовне дужности у болници, Лаза Лазаревић је имао много других обавеза као што су лечење глумаца Народног позоришта, шегрта Београдске трговачке омладине, питомаца женског друштва и приватних болесника. Да би стигао да се одазове свим тим обавезама, купио је кола и коње. Из тог разлога, некада се у дворишту налазила штала за коње и шупе, али и прелепа башта са бујним зеленилом међу којим су доминирали липа и орах. У башти је постојао део за одмор и забаву, са лежаљкама, љуљашкама и кугланом.

## Архитектура куће
Архитектура зграде представља необичну и оригиналну мешавину елемената различитих стилова. Поред прозора велике собе налазе се вајани украси у облику стилизованих глава. Изнад сва четири прозора налазе се троугласти тимпанони, који су иначе карактеристични елементи неоренесансе. Средњи, највиши део забата, завршен је лучно и има у средини прозор тавана. Поред прозора су шаховска поља, изнад прозора лоза са лишћем и плодовима. Бочни делови забата, такође, су украшени црвено-белим шаховским пољем. Шаховско поље је једна од карактеристика српско-византијског стила, као и облик лучног завршетка забата.
 У овој кући Лаза К. Лазаревић написао је многа значајна књижевна и медицинска научна дела. Био је први српски геронтолог, а писао је и објављивао радове из неурологије, интерне медицине, заразних болести, хирургије, урологије, фармакологије, токсикологије, бактериологије, епидемиологије, јавног здравства и судске медицине. Написао је девет приповедака, од којих је једна објављена постхумно, док је тринаест приповедака остало недовршено. И поред тога Лазаревић је писац уметнички најсавршенијих прича у српском реализму и сматра се творцем психолошке приповетке.